# Arneiro das Milhariças
Arneiro das Milhariças is een plaats (freguesia) in de Portugese gemeente Santarém en telt 936 inwoners (2001).